# Bretagne Classic 2020
La Bretagne Classic 2020, 84a edició de la Bretagne Classic, és una cursa ciclista que es disputà el 25 d'agost de 2020 pels voltants de Plouay, a la Bretanya. La cursa formava part del calendari UCI World Tour 2020.
El vencedor fou l'australià Michael Matthews (Team Sunweb), que s'imposà a l'esprint als sis companys d'escapada. Luka Mezgec (Mitchelton-Scott) i Florian Sénéchal (Deceuninck-Quick Step) foren segon i tercer.

## Equips participants
Hi van prendre part 16 equips UCI WorldTeams, així com sis equips UCI ProTeam:
| WorldTeams (16)- AG2R La Mondiale - Astana - Bahrain McLaren - CCC Team - Lotto Soudal - EF Pro Cycling - NTT Pro Cycling - UAE Team Emirates - Movistar Team - Deceuninck-Quick Step - Mitchelton-Scott - Groupama-FDJ - Cofidis - Team Sunweb - Trek-Segafredo - Israel Start-Up Nation ProTeams (6)- Alpecin-Fenix - Total Direct Énergie - B&B Hotels-Vital Concept p/b KTM - Arkéa-Samsic - Circus-Wanty Gobert - Nippo Delko One Provence |
| |

## Classificació final
| \| Classificació general \| Classificació general \| Classificació general \| Classificació general \| Classificació general \| \| Corredor \| Corredor \| Equip \| Temps \| \| \| --------------------- \| --------------------- \| ------------------------ \| --------------------- \| --------------------- \| \| 1r \| Michael Matthews \| Team Sunweb \| 6h 01' 14" \| \| \| 2n \| Luka Mezgec \| Mitchelton-Scott \| + 1" \| \| \| 3r \| Florian Sénéchal \| Deceuninck-Quick Step \| + 1" \| \| \| 4t \| Aimé De Gendt \| Circus-Wanty Gobert \| + 1" \| \| \| 5è \| Alessandro Fedeli \| Nippo-Delko One Provence \| + 1" \| \| \| 6è \| Quinn Simmons \| Trek-Segafredo \| + 1" \| \| \| 7è \| Nils Eekhoff \| Team Sunweb \| + 3" \| \| \| 8è \| Daniel McLay \| Arkéa-Samsic \| + 5" \| \| \| 9è \| Anthony Roux \| Groupama-FDJ \| + 5" \| \| \| 10è \| Iván García Cortina \| Bahrain McLaren \| + 5" \| \| |                     |                          |            |
| |                     |                          |            |
| Font: ProCyclingStats |                     |                          |            |
| Classificació general |                     |                          |            |
| Corredor | Corredor            | Equip                    | Temps      |
| 1r | Michael Matthews    | Team Sunweb              | 6h 01' 14" |
| 2n | Luka Mezgec         | Mitchelton-Scott         | + 1"       |
| 3r | Florian Sénéchal    | Deceuninck-Quick Step    | + 1"       |
| 4t | Aimé De Gendt       | Circus-Wanty Gobert      | + 1"       |
| 5è | Alessandro Fedeli   | Nippo-Delko One Provence | + 1"       |
| 6è | Quinn Simmons       | Trek-Segafredo           | + 1"       |
| 7è | Nils Eekhoff        | Team Sunweb              | + 3"       |
| 8è | Daniel McLay        | Arkéa-Samsic             | + 5"       |
| 9è | Anthony Roux        | Groupama-FDJ             | + 5"       |
| 10è | Iván García Cortina | Bahrain McLaren          | + 5"       |

## Llista de participants
| EF Pro Cycling EF1 | EF Pro Cycling EF1    | EF Pro Cycling EF1 |
| ------------------ | --------------------- | ------------------ |
| Núm                | Ciclista              | Pos                |
| 1                  | Sep Vanmarcke (BEL)   | 28è                |
| 2                  | Sean Bennett (USA)    | 102è               |
| 3                  | Mitchell Docker (AUS) | 82è                |
| 4                  | Ruben Guerreiro (POR) | 29è                |
| 5                  | Logan Owen (USA)      | DNF                |
| 7                  | Thomas Scully (NZL)   | DNF                |

| Astana AST | Astana AST                    | Astana AST |
| ---------- | ----------------------------- | ---------- |
| Núm        | Ciclista                      | Pos        |
| 11         | Alexander Aranburu Deba (ESP) | 44è        |
| 12         | Jandos Bijiguitov (KAZ)       | DNF        |
| 13         | Laurens De Vreese (BEL)       | 60è        |
| 14         | Hernando Bohórquez (COL)      | 91è        |
| 15         | Danil Fominikh (KAZ)          | 92è        |
| 16         | Ievgueni Guiditx (KAZ)        | 101è       |
| 17         | Davide Martinelli (ITA)       | 66è        |

| Lotto-Soudal LTS | Lotto-Soudal LTS         | Lotto-Soudal LTS |
| ---------------- | ------------------------ | ---------------- |
| Núm              | Ciclista                 | Pos              |
| 21               | Sander Armée (BEL)       | 33è              |
| 22               | Stan Dewulf (BEL)        | 40è              |
| 23               | Jonathan Dibben (GBR)    | 59è              |
| 24               | Tosh Van der Sande (BEL) | 78è              |
| 25               | Brian van Goethem (NED)  | 72è              |
| 26               | Rémy Mertz (BEL)         | 94è              |
| 27               | Harm Vanhoucke (BEL)     | 56è              |

| AG2R La Mondiale ALM | AG2R La Mondiale ALM    | AG2R La Mondiale ALM |
| -------------------- | ----------------------- | -------------------- |
| Núm                  | Ciclista                | Pos                  |
| 31                   | Alexis Gougeard (FRA)   | DNF                  |
| 32                   | Julien Duval (FRA)      | 63è                  |
| 33                   | Dorian Godon (FRA)      | 26è                  |
| 34                   | Lawrence Naesen (BEL)   | 73è                  |
| 35                   | Stijn Vandenbergh (BEL) | DNF                  |
| 36                   | Andrea Vendrame (ITA)   | 15è                  |
| 37                   | Quentin Jauregui (FRA)  | DNF                  |

| CCC Team CCC | CCC Team CCC                   | CCC Team CCC |
| ------------ | ------------------------------ | ------------ |
| Núm          | Ciclista                       | Pos          |
| 51           | Patrick Bevin (NZL)            | DNF          |
| 52           | Josef Černý (CZE)              | DNF          |
| 53           | Jonas Koch (GER)               | DNF          |
| 54           | Joey Rosskopf (USA)            | 93è          |
| 55           | William Barta (USA)            | DNF          |
| 56           | Gijs Van Hoecke (BEL)          | 61è          |
| 57           | Guillaume Van Keirsbulck (BEL) | DNF          |

| Bahrain McLaren TBM | Bahrain McLaren TBM             | Bahrain McLaren TBM |
| ------------------- | ------------------------------- | ------------------- |
| Núm                 | Ciclista                        | Pos                 |
| 61                  | Yukiya Arashiro (JPN)           | 30è                 |
| 62                  | Enrico Battaglin (ITA)          | DNF                 |
| 63                  | Grega Bole (SLO)                | 65è                 |
| 64                  | Santiago Buitrago Sánchez (COL) | DNF                 |
| 65                  | Iván García Cortina (ESP)       | 10è                 |
| 66                  | Luka Pibernik (SLO)             | 75è                 |
| 67                  | Kevin Inkelaar (NED)            | 98è                 |

| Bora-Hansgrohe BOH | Bora-Hansgrohe BOH        | Bora-Hansgrohe BOH |
| ------------------ | ------------------------- | ------------------ |
| Núm                | Ciclista                  | Pos                |
| 71                 | Cesare Benedetti (ITA)    | NP                 |
| 72                 | Marcus Burghardt (GER)    | NP                 |
| 73                 | Jean-Pierre Drucker (LUX) | NP                 |
| 74                 | Patrick Gamper (AUT)      | NP                 |
| 75                 | Oscar Gatto (ITA)         | NP                 |
| 76                 | Jay McCarthy (AUS)        | NP                 |
| 77                 | Ide Schelling (NED)       | NP                 |

| NTT Pro Cycling NTT | NTT Pro Cycling NTT               | NTT Pro Cycling NTT |
| ------------------- | --------------------------------- | ------------------- |
| Núm                 | Ciclista                          | Pos                 |
| 81                  | Nicholas Dlamini (RSA)            | DNF                 |
| 82                  | Samuele Battistella (ITA)         | 16è                 |
| 83                  | Stefan de Bod (RSA)               | 68è                 |
| 84                  | Michael Carbel Svendgaard (DEN)   | DNF                 |
| 85                  | Matteo Sobrero (ITA)              | DNF                 |
| 86                  | Reinardt Janse van Rensburg (RSA) | 50è                 |
| 87                  | Rasmus Tiller (NOR)               | 62è                 |

| UAE Team Emirates UAD | UAE Team Emirates UAD                   | UAE Team Emirates UAD |
| --------------------- | --------------------------------------- | --------------------- |
| Núm                   | Ciclista                                | Pos                   |
| 91                    | Rui Alberto Faria da Costa (POR) (ruta) | DNF                   |
| 92                    | Ivo Oliveira (POR)                      | DNF                   |
| 93                    | Fernando Gaviria Rendón (COL)           | DNF                   |
| 94                    | Sergio Henao Montoya (COL)              | 41è                   |
| 95                    | Jasper Philipsen (BEL)                  | 11è                   |
| 96                    | Maximiliano Richeze Araquistain (ARG)   | DNF                   |
| 97                    | Mikkel Bjerg (DEN)                      | 49è                   |

| Movistar Team MOV | Movistar Team MOV           | Movistar Team MOV |
| ----------------- | --------------------------- | ----------------- |
| Núm               | Ciclista                    | Pos               |
| 101               | Gabriel Cullaigh (GBR)      | 100è              |
| 102               | Iñigo Elosegui (ESP)        | 99è               |
| 103               | Johan Jacobs (SUI)          | 70è               |
| 104               | Lluís Mas Bonet (ESP)       | 71è               |
| 105               | Sebastián Mora Vedri (ESP)  | 97è               |
| 106               | Sergio Samitier (ESP)       | DNF               |
| 107               | Albert Torres Barceló (ESP) | 74è               |

| Deceuninck-Quick Step DQT | Deceuninck-Quick Step DQT | Deceuninck-Quick Step DQT |
| ------------------------- | ------------------------- | ------------------------- |
| Núm                       | Ciclista                  | Pos                       |
| 111                       | Rémi Cavagna (FRA)        | 76è                       |
| 112                       | Álvaro Hodeg Chagui (COL) | DNF                       |
| 113                       | Iljo Keisse (BEL)         | 77è                       |
| 114                       | Florian Sénéchal (FRA)    | 3r                        |
| 115                       | Stijn Steels (BEL)        | 83è                       |
| 116                       | Jannik Steimle (GER)      | 47è                       |
| 117                       | Bert Van Lerberghe (BEL)  | 64è                       |

| Mitchelton-Scott MTS | Mitchelton-Scott MTS   | Mitchelton-Scott MTS |
| -------------------- | ---------------------- | -------------------- |
| Núm                  | Ciclista               | Pos                  |
| 121                  | Tsgabu Grmay (ETH)     | 48è                  |
| 122                  | Luka Mezgec (SLO)      | 2n                   |
| 123                  | Nick Schultz (AUS)     | 53è                  |
| 124                  | Callum Scotson (AUS)   | 103è                 |
| 125                  | Dion Smith (NZL)       | 35è                  |
| 126                  | Robert Stannard (AUS)  | 80è                  |
| 127                  | Michael Albasini (SUI) | 55è                  |

| Total Direct Énergie TDE | Total Direct Énergie TDE | Total Direct Énergie TDE |
| ------------------------ | ------------------------ | ------------------------ |
| Núm                      | Ciclista                 | Pos                      |
| 132                      | Romain Cardis (FRA)      | DNF                      |
| 133                      | Marlon Gaillard (FRA)    | 37è                      |
| 134                      | Jonathan Hivert (FRA)    | DNF                      |
| 135                      | Pim Ligthart (NED)       | 32è                      |
| 136                      | Jérémy Cabot (FRA)       | DNF                      |
| 137                      | Simon Sellier (FRA)      | DNF                      |

| Alpecin-Fenix AFC | Alpecin-Fenix AFC       | Alpecin-Fenix AFC |
| ----------------- | ----------------------- | ----------------- |
| Núm               | Ciclista                | Pos               |
| 141               | Dries De Bondt (BEL)    | DNF               |
| 142               | Floris De Tier (BEL)    | 57è               |
| 143               | Kristian Sbaragli (ITA) | 20è               |
| 144               | Otto Vergaerde (BEL)    | 81è               |
| 145               | Gianni Vermeersch (BEL) | 13è               |
| 146               | Philipp Walsleben (GER) | DNF               |
| 147               | Scott Thwaites (GBR)    | 23è               |

| B&B Hotels-Vital Concept p/b KTM BVC | B&B Hotels-Vital Concept p/b KTM BVC | B&B Hotels-Vital Concept p/b KTM BVC |
| ------------------------------------ | ------------------------------------ | ------------------------------------ |
| Núm                                  | Ciclista                             | Pos                                  |
| 151                                  | Maxime Cam (FRA)                     | DNF                                  |
| 152                                  | Arnaud Courteille (FRA)              | 104è                                 |
| 153                                  | Adrien Garel (FRA)                   | DNF                                  |
| 154                                  | Frederik Backaert (BEL)              | 90è                                  |
| 155                                  | Julien Morice (FRA)                  | DNF                                  |
| 156                                  | Luca Mozzato (ITA)                   | 21è                                  |
| 157                                  | Tom-Jelte Slagter (NED)              | 89è                                  |

| Groupama-FDJ GFC | Groupama-FDJ GFC           | Groupama-FDJ GFC |
| ---------------- | -------------------------- | ---------------- |
| Núm              | Ciclista                   | Pos              |
| 171              | Alexys Brunel (FRA)        | DNF              |
| 172              | Kevin Geniets (LUX) (ruta) | 51è              |
| 173              | Simon Guglielmi (FRA)      | 22è              |
| 174              | Olivier Le Gac (FRA)       | 42è              |
| 175              | Anthony Roux (FRA)         | 9è               |
| 176              | Romain Seigle (FRA)        | 46è              |
| 177              | Fabian Lienhard (SUI)      | 31è              |

| Arkéa-Samsic ARK | Arkéa-Samsic ARK        | Arkéa-Samsic ARK |
| ---------------- | ----------------------- | ---------------- |
| Núm              | Ciclista                | Pos              |
| 181              | Laurent Pichon (FRA)    | 39è              |
| 182              | Franck Bonnamour (FRA)  | 24è              |
| 183              | Romain Hardy (FRA)      | DNF              |
| 184              | Romain Le Roux (FRA)    | 84è              |
| 185              | Anthony Delaplace (FRA) | 36è              |
| 186              | Kévin Ledanois (FRA)    | DNF              |
| 187              | Daniel McLay (GBR)      | 8è               |

| Cofidis COF | Cofidis COF              | Cofidis COF |
| ----------- | ------------------------ | ----------- |
| Núm         | Ciclista                 | Pos         |
| 191         | Piet Allegaert (BEL)     | DNF         |
| 192         | Dimitri Claeys (BEL)     | 34è         |
| 193         | Nathan Haas (AUS)        | 19è         |
| 194         | Mathias Le Turnier (FRA) | DNF         |
| 195         | Emmanuel Morin (FRA)     | 17è         |
| 196         | Victor Lafay (FRA)       | 52è         |
| 197         | Julien Vermote (BEL)     | 43è         |

| Team Sunweb SUN | Team Sunweb SUN        | Team Sunweb SUN |
| --------------- | ---------------------- | --------------- |
| Núm             | Ciclista               | Pos             |
| 201             | Nico Denz (GER)        | 88è             |
| 202             | Nils Eekhoff (NED)     | 7è              |
| 203             | Felix Gall (AUT)       | DNF             |
| 204             | Max Kanter (GER)       | DNF             |
| 205             | Michael Matthews (AUS) | 1r              |
| 206             | Jasha Sütterlin (GER)  | DNF             |
| 207             | Ilan Van Wilder (BEL)  | DNF             |

| Trek-Segafredo TFS | Trek-Segafredo TFS      | Trek-Segafredo TFS |
| ------------------ | ----------------------- | ------------------ |
| Núm                | Ciclista                | Pos                |
| 211                | William Clarke (AUS)    | 86è                |
| 212                | Alexander Kamp (DEN)    | 67è                |
| 213                | Alex Kirsch (LUX)       | 14è                |
| 214                | Emīls Liepiņš (LAT)     | DNF                |
| 215                | Matteo Moschetti (ITA)  | DNF                |
| 216                | Charlie Quaterman (GBR) | 87è                |
| 217                | Quinn Simmons (USA)     | 6è                 |

| Circus-Wanty Gobert CWG | Circus-Wanty Gobert CWG | Circus-Wanty Gobert CWG |
| ----------------------- | ----------------------- | ----------------------- |
| Núm                     | Ciclista                | Pos                     |
| 221                     | Jan Bakelants (BEL)     | 25è                     |
| 222                     | Aimé De Gendt (BEL)     | 4t                      |
| 223                     | Fabien Doubey (FRA)     | DNF                     |
| 224                     | Loïc Vliegen (BEL)      | DNF                     |
| 225                     | Andrea Pasqualon (ITA)  | 18è                     |
| 226                     | Boy van Poppel (NED)    | DNF                     |
| 227                     | Danny van Poppel (NED)  | DNF                     |

| Nippo-Delko One Provence NDP | Nippo-Delko One Provence NDP | Nippo-Delko One Provence NDP |
| ---------------------------- | ---------------------------- | ---------------------------- |
| Núm                          | Ciclista                     | Pos                          |
| 231                          | Alessandro Fedeli (ITA)      | 5è                           |
| 232                          | Romain Combaud (FRA)         | DNF                          |
| 233                          | Biniam Girmay (ERI)          | 95è                          |
| 234                          | Delio Fernández Cruz (ESP)   | 38è                          |
| 235                          | Hideto Nakane (JPN)          | 54è                          |
| 236                          | Evaldas Šiškevičius (LTU)    | 85è                          |
| 237                          | Eduard-Michael Grosu (ROU)   | 12è                          |

| Israel Start-Up Nation ISN | Israel Start-Up Nation ISN | Israel Start-Up Nation ISN |
| -------------------------- | -------------------------- | -------------------------- |
| Núm                        | Ciclista                   | Pos                        |
| 241                        | Jenthe Biermans (BEL)      | 27è                        |
| 242                        | Guillaume Boivin (CAN)     | 45è                        |
| 243                        | Alexander Cataford (CAN)   | 96è                        |
| 244                        | Reto Hollenstein (SUI)     | 69è                        |
| 245                        | Travis McCabe (USA)        | 79è                        |
| 246                        | Guy Sagiv (ISR) (ruta)     | DNF                        |
| 247                        | Rick Zabel (GER)           | 58è                        |

| EF Pro Cycling EF1 | EF Pro Cycling EF1    | EF Pro Cycling EF1 |
| ------------------ | --------------------- | ------------------ |
| Núm                | Ciclista              | Pos                |
| 1                  | Sep Vanmarcke (BEL)   | 28è                |
| 2                  | Sean Bennett (USA)    | 102è               |
| 3                  | Mitchell Docker (AUS) | 82è                |
| 4                  | Ruben Guerreiro (POR) | 29è                |
| 5                  | Logan Owen (USA)      | DNF                |
| 7                  | Thomas Scully (NZL)   | DNF                |

| Astana AST | Astana AST                    | Astana AST |
| ---------- | ----------------------------- | ---------- |
| Núm        | Ciclista                      | Pos        |
| 11         | Alexander Aranburu Deba (ESP) | 44è        |
| 12         | Jandos Bijiguitov (KAZ)       | DNF        |
| 13         | Laurens De Vreese (BEL)       | 60è        |
| 14         | Hernando Bohórquez (COL)      | 91è        |
| 15         | Danil Fominikh (KAZ)          | 92è        |
| 16         | Ievgueni Guiditx (KAZ)        | 101è       |
| 17         | Davide Martinelli (ITA)       | 66è        |

| Lotto-Soudal LTS | Lotto-Soudal LTS         | Lotto-Soudal LTS |
| ---------------- | ------------------------ | ---------------- |
| Núm              | Ciclista                 | Pos              |
| 21               | Sander Armée (BEL)       | 33è              |
| 22               | Stan Dewulf (BEL)        | 40è              |
| 23               | Jonathan Dibben (GBR)    | 59è              |
| 24               | Tosh Van der Sande (BEL) | 78è              |
| 25               | Brian van Goethem (NED)  | 72è              |
| 26               | Rémy Mertz (BEL)         | 94è              |
| 27               | Harm Vanhoucke (BEL)     | 56è              |

| AG2R La Mondiale ALM | AG2R La Mondiale ALM    | AG2R La Mondiale ALM |
| -------------------- | ----------------------- | -------------------- |
| Núm                  | Ciclista                | Pos                  |
| 31                   | Alexis Gougeard (FRA)   | DNF                  |
| 32                   | Julien Duval (FRA)      | 63è                  |
| 33                   | Dorian Godon (FRA)      | 26è                  |
| 34                   | Lawrence Naesen (BEL)   | 73è                  |
| 35                   | Stijn Vandenbergh (BEL) | DNF                  |
| 36                   | Andrea Vendrame (ITA)   | 15è                  |
| 37                   | Quentin Jauregui (FRA)  | DNF                  |

| CCC Team CCC | CCC Team CCC                   | CCC Team CCC |
| ------------ | ------------------------------ | ------------ |
| Núm          | Ciclista                       | Pos          |
| 51           | Patrick Bevin (NZL)            | DNF          |
| 52           | Josef Černý (CZE)              | DNF          |
| 53           | Jonas Koch (GER)               | DNF          |
| 54           | Joey Rosskopf (USA)            | 93è          |
| 55           | William Barta (USA)            | DNF          |
| 56           | Gijs Van Hoecke (BEL)          | 61è          |
| 57           | Guillaume Van Keirsbulck (BEL) | DNF          |

| Bahrain McLaren TBM | Bahrain McLaren TBM             | Bahrain McLaren TBM |
| ------------------- | ------------------------------- | ------------------- |
| Núm                 | Ciclista                        | Pos                 |
| 61                  | Yukiya Arashiro (JPN)           | 30è                 |
| 62                  | Enrico Battaglin (ITA)          | DNF                 |
| 63                  | Grega Bole (SLO)                | 65è                 |
| 64                  | Santiago Buitrago Sánchez (COL) | DNF                 |
| 65                  | Iván García Cortina (ESP)       | 10è                 |
| 66                  | Luka Pibernik (SLO)             | 75è                 |
| 67                  | Kevin Inkelaar (NED)            | 98è                 |

| Bora-Hansgrohe BOH | Bora-Hansgrohe BOH        | Bora-Hansgrohe BOH |
| ------------------ | ------------------------- | ------------------ |
| Núm                | Ciclista                  | Pos                |
| 71                 | Cesare Benedetti (ITA)    | NP                 |
| 72                 | Marcus Burghardt (GER)    | NP                 |
| 73                 | Jean-Pierre Drucker (LUX) | NP                 |
| 74                 | Patrick Gamper (AUT)      | NP                 |
| 75                 | Oscar Gatto (ITA)         | NP                 |
| 76                 | Jay McCarthy (AUS)        | NP                 |
| 77                 | Ide Schelling (NED)       | NP                 |

| NTT Pro Cycling NTT | NTT Pro Cycling NTT               | NTT Pro Cycling NTT |
| ------------------- | --------------------------------- | ------------------- |
| Núm                 | Ciclista                          | Pos                 |
| 81                  | Nicholas Dlamini (RSA)            | DNF                 |
| 82                  | Samuele Battistella (ITA)         | 16è                 |
| 83                  | Stefan de Bod (RSA)               | 68è                 |
| 84                  | Michael Carbel Svendgaard (DEN)   | DNF                 |
| 85                  | Matteo Sobrero (ITA)              | DNF                 |
| 86                  | Reinardt Janse van Rensburg (RSA) | 50è                 |
| 87                  | Rasmus Tiller (NOR)               | 62è                 |

| UAE Team Emirates UAD | UAE Team Emirates UAD                   | UAE Team Emirates UAD |
| --------------------- | --------------------------------------- | --------------------- |
| Núm                   | Ciclista                                | Pos                   |
| 91                    | Rui Alberto Faria da Costa (POR) (ruta) | DNF                   |
| 92                    | Ivo Oliveira (POR)                      | DNF                   |
| 93                    | Fernando Gaviria Rendón (COL)           | DNF                   |
| 94                    | Sergio Henao Montoya (COL)              | 41è                   |
| 95                    | Jasper Philipsen (BEL)                  | 11è                   |
| 96                    | Maximiliano Richeze Araquistain (ARG)   | DNF                   |
| 97                    | Mikkel Bjerg (DEN)                      | 49è                   |

| Movistar Team MOV | Movistar Team MOV           | Movistar Team MOV |
| ----------------- | --------------------------- | ----------------- |
| Núm               | Ciclista                    | Pos               |
| 101               | Gabriel Cullaigh (GBR)      | 100è              |
| 102               | Iñigo Elosegui (ESP)        | 99è               |
| 103               | Johan Jacobs (SUI)          | 70è               |
| 104               | Lluís Mas Bonet (ESP)       | 71è               |
| 105               | Sebastián Mora Vedri (ESP)  | 97è               |
| 106               | Sergio Samitier (ESP)       | DNF               |
| 107               | Albert Torres Barceló (ESP) | 74è               |

| Deceuninck-Quick Step DQT | Deceuninck-Quick Step DQT | Deceuninck-Quick Step DQT |
| ------------------------- | ------------------------- | ------------------------- |
| Núm                       | Ciclista                  | Pos                       |
| 111                       | Rémi Cavagna (FRA)        | 76è                       |
| 112                       | Álvaro Hodeg Chagui (COL) | DNF                       |
| 113                       | Iljo Keisse (BEL)         | 77è                       |
| 114                       | Florian Sénéchal (FRA)    | 3r                        |
| 115                       | Stijn Steels (BEL)        | 83è                       |
| 116                       | Jannik Steimle (GER)      | 47è                       |
| 117                       | Bert Van Lerberghe (BEL)  | 64è                       |

| Mitchelton-Scott MTS | Mitchelton-Scott MTS   | Mitchelton-Scott MTS |
| -------------------- | ---------------------- | -------------------- |
| Núm                  | Ciclista               | Pos                  |
| 121                  | Tsgabu Grmay (ETH)     | 48è                  |
| 122                  | Luka Mezgec (SLO)      | 2n                   |
| 123                  | Nick Schultz (AUS)     | 53è                  |
| 124                  | Callum Scotson (AUS)   | 103è                 |
| 125                  | Dion Smith (NZL)       | 35è                  |
| 126                  | Robert Stannard (AUS)  | 80è                  |
| 127                  | Michael Albasini (SUI) | 55è                  |

| Total Direct Énergie TDE | Total Direct Énergie TDE | Total Direct Énergie TDE |
| ------------------------ | ------------------------ | ------------------------ |
| Núm                      | Ciclista                 | Pos                      |
| 132                      | Romain Cardis (FRA)      | DNF                      |
| 133                      | Marlon Gaillard (FRA)    | 37è                      |
| 134                      | Jonathan Hivert (FRA)    | DNF                      |
| 135                      | Pim Ligthart (NED)       | 32è                      |
| 136                      | Jérémy Cabot (FRA)       | DNF                      |
| 137                      | Simon Sellier (FRA)      | DNF                      |

| Alpecin-Fenix AFC | Alpecin-Fenix AFC       | Alpecin-Fenix AFC |
| ----------------- | ----------------------- | ----------------- |
| Núm               | Ciclista                | Pos               |
| 141               | Dries De Bondt (BEL)    | DNF               |
| 142               | Floris De Tier (BEL)    | 57è               |
| 143               | Kristian Sbaragli (ITA) | 20è               |
| 144               | Otto Vergaerde (BEL)    | 81è               |
| 145               | Gianni Vermeersch (BEL) | 13è               |
| 146               | Philipp Walsleben (GER) | DNF               |
| 147               | Scott Thwaites (GBR)    | 23è               |

| B&B Hotels-Vital Concept p/b KTM BVC | B&B Hotels-Vital Concept p/b KTM BVC | B&B Hotels-Vital Concept p/b KTM BVC |
| ------------------------------------ | ------------------------------------ | ------------------------------------ |
| Núm                                  | Ciclista                             | Pos                                  |
| 151                                  | Maxime Cam (FRA)                     | DNF                                  |
| 152                                  | Arnaud Courteille (FRA)              | 104è                                 |
| 153                                  | Adrien Garel (FRA)                   | DNF                                  |
| 154                                  | Frederik Backaert (BEL)              | 90è                                  |
| 155                                  | Julien Morice (FRA)                  | DNF                                  |
| 156                                  | Luca Mozzato (ITA)                   | 21è                                  |
| 157                                  | Tom-Jelte Slagter (NED)              | 89è                                  |

| Groupama-FDJ GFC | Groupama-FDJ GFC           | Groupama-FDJ GFC |
| ---------------- | -------------------------- | ---------------- |
| Núm              | Ciclista                   | Pos              |
| 171              | Alexys Brunel (FRA)        | DNF              |
| 172              | Kevin Geniets (LUX) (ruta) | 51è              |
| 173              | Simon Guglielmi (FRA)      | 22è              |
| 174              | Olivier Le Gac (FRA)       | 42è              |
| 175              | Anthony Roux (FRA)         | 9è               |
| 176              | Romain Seigle (FRA)        | 46è              |
| 177              | Fabian Lienhard (SUI)      | 31è              |

| Arkéa-Samsic ARK | Arkéa-Samsic ARK        | Arkéa-Samsic ARK |
| ---------------- | ----------------------- | ---------------- |
| Núm              | Ciclista                | Pos              |
| 181              | Laurent Pichon (FRA)    | 39è              |
| 182              | Franck Bonnamour (FRA)  | 24è              |
| 183              | Romain Hardy (FRA)      | DNF              |
| 184              | Romain Le Roux (FRA)    | 84è              |
| 185              | Anthony Delaplace (FRA) | 36è              |
| 186              | Kévin Ledanois (FRA)    | DNF              |
| 187              | Daniel McLay (GBR)      | 8è               |

| Cofidis COF | Cofidis COF              | Cofidis COF |
| ----------- | ------------------------ | ----------- |
| Núm         | Ciclista                 | Pos         |
| 191         | Piet Allegaert (BEL)     | DNF         |
| 192         | Dimitri Claeys (BEL)     | 34è         |
| 193         | Nathan Haas (AUS)        | 19è         |
| 194         | Mathias Le Turnier (FRA) | DNF         |
| 195         | Emmanuel Morin (FRA)     | 17è         |
| 196         | Victor Lafay (FRA)       | 52è         |
| 197         | Julien Vermote (BEL)     | 43è         |

| Team Sunweb SUN | Team Sunweb SUN        | Team Sunweb SUN |
| --------------- | ---------------------- | --------------- |
| Núm             | Ciclista               | Pos             |
| 201             | Nico Denz (GER)        | 88è             |
| 202             | Nils Eekhoff (NED)     | 7è              |
| 203             | Felix Gall (AUT)       | DNF             |
| 204             | Max Kanter (GER)       | DNF             |
| 205             | Michael Matthews (AUS) | 1r              |
| 206             | Jasha Sütterlin (GER)  | DNF             |
| 207             | Ilan Van Wilder (BEL)  | DNF             |

| Trek-Segafredo TFS | Trek-Segafredo TFS      | Trek-Segafredo TFS |
| ------------------ | ----------------------- | ------------------ |
| Núm                | Ciclista                | Pos                |
| 211                | William Clarke (AUS)    | 86è                |
| 212                | Alexander Kamp (DEN)    | 67è                |
| 213                | Alex Kirsch (LUX)       | 14è                |
| 214                | Emīls Liepiņš (LAT)     | DNF                |
| 215                | Matteo Moschetti (ITA)  | DNF                |
| 216                | Charlie Quaterman (GBR) | 87è                |
| 217                | Quinn Simmons (USA)     | 6è                 |

| Circus-Wanty Gobert CWG | Circus-Wanty Gobert CWG | Circus-Wanty Gobert CWG |
| ----------------------- | ----------------------- | ----------------------- |
| Núm                     | Ciclista                | Pos                     |
| 221                     | Jan Bakelants (BEL)     | 25è                     |
| 222                     | Aimé De Gendt (BEL)     | 4t                      |
| 223                     | Fabien Doubey (FRA)     | DNF                     |
| 224                     | Loïc Vliegen (BEL)      | DNF                     |
| 225                     | Andrea Pasqualon (ITA)  | 18è                     |
| 226                     | Boy van Poppel (NED)    | DNF                     |
| 227                     | Danny van Poppel (NED)  | DNF                     |

| Nippo-Delko One Provence NDP | Nippo-Delko One Provence NDP | Nippo-Delko One Provence NDP |
| ---------------------------- | ---------------------------- | ---------------------------- |
| Núm                          | Ciclista                     | Pos                          |
| 231                          | Alessandro Fedeli (ITA)      | 5è                           |
| 232                          | Romain Combaud (FRA)         | DNF                          |
| 233                          | Biniam Girmay (ERI)          | 95è                          |
| 234                          | Delio Fernández Cruz (ESP)   | 38è                          |
| 235                          | Hideto Nakane (JPN)          | 54è                          |
| 236                          | Evaldas Šiškevičius (LTU)    | 85è                          |
| 237                          | Eduard-Michael Grosu (ROU)   | 12è                          |

| Israel Start-Up Nation ISN | Israel Start-Up Nation ISN | Israel Start-Up Nation ISN |
| -------------------------- | -------------------------- | -------------------------- |
| Núm                        | Ciclista                   | Pos                        |
| 241                        | Jenthe Biermans (BEL)      | 27è                        |
| 242                        | Guillaume Boivin (CAN)     | 45è                        |
| 243                        | Alexander Cataford (CAN)   | 96è                        |
| 244                        | Reto Hollenstein (SUI)     | 69è                        |
| 245                        | Travis McCabe (USA)        | 79è                        |
| 246                        | Guy Sagiv (ISR) (ruta)     | DNF                        |
| 247                        | Rick Zabel (GER)           | 58è                        |